# گروه ماریل بورانی
گروه ماریل بورانی (انگلیسی: Mariella Burani Group) شرکت پوشاک ایتالیایی است، که در سال ۱۹۶۰ تأسیس شد.